# UWC México 3
UWC México 3: Tijuana vs. Brasil fue un evento de artes marciales mixtas producido por Ultimate Warrior Challenge México, que se llevó a cabo el 18 de julio de 2009 en el Auditorio Fausto Gutiérrez Moreno de Tijuana, Baja California, México.

## Antecedentes
UWC México 3 vería a los campeones inagurales de peso pluma y peso ligero. Las dos peleas titulares fueron Antonio Duarte y Rafael Salomão por el título pluma y David Mariscal y Miguel Pardinas por el título ligero.

## Resultados
1. ↑  Por el Campeonato de Peso Pluma de UWC
2. ↑  Por el Campeonato de Peso Ligero de UWC